# Бенедикта Боколи
Бенедикта Боколи (на италиански: Benedicta Boccoli) е италианска актриса, родена през 1966 година.

## Избрана филмография

### Игрални филми
| година | филм                  | оригинално заглавие      | роля                 | режисьор        |
| ------ | --------------------- | ------------------------ | -------------------- | --------------- |
| 2003   | Ангелите на Борселино | Gli angeli di Borsellino | Сестрата на Емануела | Роко Чезарио    |
| 2007   | Валс                  | Valzer                   | Мария                | Салваторе Маира |
| 2008   |                       | Pietralata               | Лукреция             | Джани Леаке     |